# 2000 au Maroc
Chronologie du Maroc
- 1996
- 1997
- 1998
- 1999
- 2000
- 2001
- 2002
- 2003
- 2004

Cet article présente les faits marquants de l'année 2000 au Maroc ou relatifs au Maroc.

## Événements
- Dahir n°1-00-71 du 9 Kaada 1420 (15 février 2000). Loi n° 13-99, texte législatif créant l'office marocain de la propriété industrielle et commerciale et fixant sa composition et ses compétences.
- Dahir n° 1-00-175 du 28 moharrem 1421 (3 mai 2000), portant promulgation de la loi n° 15-97, portant code de recouvrement des créances publiques.
- Dahir n° 1-00-225 du 2 rabii I 1421. Loi sur la liberté des prix et de la concurrence, texte législatif qui définit les dispositions régissant la liberté des prix et organise la libre concurrence. Elle définit aussi les règles de protection de la concurrence afin de stimuler l'efficience économique et d'améliorer le bien-être des consommateurs. Elle vise également à assurer la transparence et la loyauté dans les relations commerciales[1].
- 19-22 mars : visite d'État du roi Mohammed VI en France[2].
- 15-20 mai : le cheikh Abdessalam Yassine, principal dirigeant islamiste, est remis en liberté[2].

## Sports
- Le Maroc participe aux Jeux olympiques d'été de 2000 à Sydney en Australie du 15 septembre au 1er octobre 2010. Il s'agit de sa 10e participation à des Jeux d'été, et il s'agit à cette époque de la plus grande délégation du Maroc depuis sa 1re participation (55 participants).
- La Supercoupe de la CAF 2000 (appelé aussi Orange CAF Supercoupe, du nom de son sponsor) est la dix-neuvième édition organisée par la Confédération africaine de football. C'est également la huitième où les deux participants sont les vainqueurs de la Ligue des champions de la CAF et de la Coupe d'Afrique des vainqueurs de coupe de football. Cette édition se déroule le 5 mars 2000 au Maroc à Casablanca, et voit la victoire du club marocain du Raja Club Athletic face au club ivoirien de l'Africa Sports.
- Le Championnat du Maroc de football 2000-2001 est la 85e édition du championnat du Maroc de football. Elle voit la victoire du Raja CA pour la sixième année consécutive.
- Le Championnat du Maroc de football D2 2000-2001 est la 45e édition du championnat du Maroc de football D2. Elle oppose seize clubs regroupées au sein d'une poule unique où les équipes se rencontrent deux fois, à domicile et à l'extérieur. En fin de saison, les deux derniers sont relégués et remplacés par les deux meilleurs clubs de GNFA1, la troisième division marocaine. Mais en vérité se sont quatre clubs premiers de leur poules en troisième division qui s'affrontent lors de matchs barrages pour la montée.
- La Coupe du Maroc de football 1999-2000 est la quarante-quatrième édition de la compétition.
- La Coupe du Maroc de football 2000-2001 est la quarante-cinquième édition de la compétition.
- 10 au 17 avril : tournoi de tennis du Maroc 2000 .
- 4 et le 6 juin 2000 : Tournoi Hassan II de football 2000, troisième édition du Tournoi Hassan II, compétition internationale et amicale. Ce tournoi se déroula à Casablanca, au Maroc, au Stade Mohammed V. Les pays participants sont un pays africain (le Maroc), un pays américain (la Jamaïque), un pays asiatique (le Japon) et un pays européen (la France). Ce tournoi est sous la forme de coupe, en 4 matchs (demi-finales, match pour la 3e place et la finale).

## Culture
- Ali, Rabiaa et les Autres, film marocain réalisé par Ahmed Boulane, sorti en 2000.